# Unió d'Universitats de la Mediterrània
La Unió d'Universitats de la Mediterrània (italià: Unione delle Università del Mediterraneo), més coneguda per l'acrònim UNIMED, és una associació de 144 universitats de 23 països de la conca mediterrània (o que tenen un interès específic a la regió mediterrània). Té la central a Roma.

## Junta directiva
- President: Prof. Francisco Matte Bon, Rector Università degli Studi Internazionali di Roma, UNINT (Itàlia)
- Vicerectorats: Université Saint Esprit de Kaslik (Líban) i Universitat de Barcelona (Espanya)
- Secretari General: Prof. Hmaid Ben Aziza (Tunísia)

## Membres
| Estat      | Institució |
| ---------- | --- |
| Albània    | Universitat de Tirana Universitat Metropolitana de Tirana Universitat de Durrës |
| Algèria    | Universitat Algiers 1 Universitat El Oued Universitat Constantí 1 Universitat de Sétif 2 Universitat de Biskra |
| Xipre      | Universitat Tecnològica de Xipre Universitat de Xipre Girne American University |
| Egipte     | Universitat d'Alexandria Acadèmia Àrab de Ciència, Tecnologia i Transport Marítim Universitat del Caire Universitat Damanhour Universitat de Sadat city |
| Finlàndia  | Universitat de Tampere |
| França     | Université d'Aix-Marseille Universitat de Montpeller Universitat de París I Panteó-Sorbona Universitat de Rouen Universitat d'Estrasburg |
| Grècia     | Universitat d'Atenes Universitat Panteion |
| Iraq       | Universitat de Duhok Universitat Politècnica Duhok Middle Technical University Universitat de Wasit |
| Itàlia     | Universitat Gabriele d'Annunzio Universitat Mediterrània de Reggio Calàbria Universitat de Roma La Sapienza Seconda Università degli Studi di Napoli Universitat Pius V de Roma Universitat de Bari Universitat de Bolonya Universitat de Camerino Universitat de Catània Universitat Internacional de Perugia Universitat de Messina Universitat de Mòdena Universitat de Molise Universitat de Nàpols Frederic II Universitat de Pàdua Università degli Studi Pegaso Universitat de Palerm Universitat de Perugia Universitat de Roma III Universitat de Salento Universitat de Sàsser Universitat de Teramo Universitat de Torí Universitat d'Urbino |
| Jordània   | Universitat Al-Ahliyya Amman Universitat de Jordània Universitat Isra Universitat Princesa Sumaya de Tecnologia – PSUT Universitat àrab d'Amman Universitat de Petra Universitat Yarmouk |
| Líban      | Universitat Libanesa Université Saint-Esprit de Kaslik |
| Líbia      | Universitat Azzaytuna Libyan Academy Misurata Libyan International Medical University Universitat d'Aljufra Universitat d'Elmergib Universitat de Gharyan Universitat de Sabratha Universitat de Sebha Universitat Sirte Universitat de Trípoli Universitat Zawia |
| Marroc     | Universitat Cadi Ayyad Universitat Hassan II de Casablanca Universitat Ibn Zohr Universitat Mohammed V |
| Montenegro | Universitat de Montenegro |
| Palestina  | Al-Azhar Universitat - Gaza Universitat Nacional An-Najah Universitat de Bethlehem Universitat de Birzeit Universitat d'Hebron |
| Portugal   | Universitat d'Aveiro Universitat d'Évora |
| Eslovènia  | Universitat de Primorska |
| Espanya    | Universitat Complutense de Madrid Universitat de Còrdova Universitat de Barcelona Universitat de Granada Universitat de València |
| Síria      | Universitat d'Al-Baath Universitat de Damasc Universitat Tishreen Universitat d'Aleppo |
| Tunísia    | Universitat de Cartago Universitat de Tunis El Manar Universitat de Sfax Universitat de Sussa Universitat de Tunis |
| Turquia    | Universitat de Boğaziçi Universitat Aydın d'Istanbul Universitat Manisa Celal Bayar Universitat Süleyman Demirel |